# Walter Plywaski
Walter Plywaski (* 10. August 1929 in Lodz; † 28. Januar 2021 in Boulder, Colorado) war ein in den USA lebender gebürtiger Pole, der als Dolmetscher und Elektroingenieur tätig war.

## Leben und Wirken
Walter Plywaski wuchs in einer jüdischen Familie im polnischen Łódź auf. Als 10-Jähriger erlebte er die Errichtung des Ghettos Lodz durch die deutschen Besatzer, wo die Familie fortan lebte. Als ihnen die Vorräte ausgingen, ergaben sie sich und wurden 1944 ins Konzentrationslager Auschwitz-Birkenau gebracht. Das Ende des Zweiten Weltkriegs im Mai 1945 erlebte Plywaski im Konzentrationslager Dachau, während seine Eltern zu diesem Zeitpunkt bereits tot waren.
Plywaski wanderte in die USA aus und war danach bis 1947 als Dolmetscher für die US-Streitkräfte in Oregon und Kalifornien tätig. Zudem diente er vier Jahre lang bis 1951 bei den US-Luftstreitkräften. Plywaski studierte an der Staatlichen Universität in Oregon und erlangte dort seinen Abschluss im Fach Elektrotechnik. Danach war er 18 Jahre lang am National Oceanic and Atmospheric Administration in Washington, D.C., einer Wetter-und-Ozeanografiebehörde, tätig. Danach machte er sich selbständig und gründete seine eigene Elektronik-Firma.
Im Jahre 1952 stellte Plywaski einen Antrag auf die US-amerikanische Staatsbürgerschaft. Dabei schuf er einen Präzedenzfall, der es Einwanderern ermöglichte, eine weltliche Erklärung als Alternative zum Treue-Eid abzulegen, was bedeutet als Atheist keinen Treueschwur oder Eid abzulegen der mit "So wahr mir Gott helfe" endet. Als der zuständige Richter seinen Asylantrag ablehnte, legte Plywaski mit Unterstützung des American Civil Liberties Union eine Berufung ein, die er im Jahr 1955 gewann und damit offiziell US-Staatsbürger wurde. Das wegweisende Urteil im Fall Plywaski über Religionsfreiheit in den Vereinigten Staaten legte damit fest, dass Personen, welche die Staatsbürgerschaft in den Vereinigten Staaten beantragen, eine nicht religiöse Alternative zum Eid haben müssen. Dieser Umstand ist bis heute (Stand: 2024) in Kraft.
Plywaski, der zeitlebens sechs Sprachen beherrschte, trat als Holocaust-Überlebender bzw. Zeitzeuge in mehreren Dokumentarfilmen auf und hielt Vorträge an Schulen und Universitäten zu diesem Thema. Im Jahr 2013 wurde er mit dem Verdienstorden der Volksrepublik Polen, dem sogenannten Ritterkreuz, ausgezeichnet.
Im Jahr 2016 kehrte Plywaski kurzzeitig nach Deutschland zurück und trat am Landgericht Neubrandenburg im Prozess gegen den ehemaligen KZ-Wachmann Hubert Zafke als Nebenkläger auf. Das Verfahren wurde jedoch im September 2017 aufgrund einer bereits fortgeschrittenen Demenz-Erkrankung des 95-jährigen Angeklagten wieder eingestellt.
Walter Plywaski war verheiratet, hatte drei Töchter und lebte mit seiner Familie im US-Bundesstaat Colorado. Nachdem er in den Ruhestand versetzt worden war, lebte er viele Jahre in Brasilien. Im Jahr 2010 verlor er sein Haus dort infolge eines schweren Waldbrandes. Seine letzten Lebensjahre verbrachte er wieder in den USA.
Walter Plywaski starb am 28. Januar 2021 im Alter von 91 Jahren in Boulder, Colorado an den Folgen einer COVID-19-Infektion.